# René Vanhee
René Vanhee (Ramskapelle, 26 augustus 1925 - Veurne, 24 februari 2010) was een Belgische gemeentelijke politicus.

## Biografie
René Vanhee werd geboren in 1925 als zoon van Alberic Vanhee (1889-1966) en Maria Elisa Sissau (1890-1951). Zijn oudere broer André werd in 1914 geboren. Op 20 juli 1948 trouwde hij met Denise Desaever, oudste dochter van René Desaever (1899-1955) en Germana Kuyle (1897-1931). Samen kregen ze zeven kinderen: Alain (1949), Monique (1950), Johnny (1951), Gerda (1955), Geert (1958), Wim (1961) en Henk (1967).
Vanhee was landbouwer. Hij was actief in de gemeentepolitiek in Ramskapelle en werd er in 1965 burgemeester, wat hij bleef tot de gemeentelijke fusie van 1971, toen Ramskapelle een deelgemeente werd van Nieuwpoort. Vanhee was zo de laatste burgemeester geweest van Ramskapelle. Later was hij nog een tijd gemeenteraadslid in Nieuwpoort.
Hij overleed op 84-jarige leeftijd in het AZ Sint-Augustinus in Veurne.